# روزاليند تشاو
روزاليند تشاو (بالإنجليزية: Rosalind Chao)‏ هي ممثلة أمريكية، ولدت في 23 سبتمبر 1957 بآناهايم في الولايات المتحدة.

## أعمال

### أفلام
- (1998) ما الأحلام التي ربما تأتي[5]
- (2001) أنا سام[6]
- (2003) الجمعة العجيبة[7][8]
- (2005) تماما مثل الجنة[9]

### مسلسلات
- الرجل الأخضر الخارق
- دارما وغريغ
- الجيل التالي
- ديب سبيس ناين
- كاسل
- هاواي فايف أو

## وصلات خارجية
- روزاليند تشاو على موقع IMDb (الإنجليزية)
- روزاليند تشاو على موقع ألو سيني (الفرنسية)
- روزاليند تشاو على موقع ميوزك برينز (الإنجليزية)
- روزاليند تشاو على موقع أول موفي (الإنجليزية)
- روزاليند تشاو على موقع قاعدة بيانات الأفلام السويدية (السويدية)
- روزاليند تشاو على موقع إن إن دي بي (الإنجليزية)
- روزاليند تشاو على موقع قاعدة بيانات الفيلم (الإنجليزية)
- روزاليند تشاو على موقع كينوبويسك (الروسية)